# Lengyel férfi kosárlabda-válogatott
A lengyel férfi kosárlabda-válogatott Lengyelország férfi nemzeti kosárlabda csapata, amelyet a Lengyel kosárlabda-szövetség (lengyelül: Polski Związek Koszykówki, (PZKosz)) irányít. Egyszeres Európa-bajnoki ezüstérmesek (1963) Az olimpiai játékokon egy negyedik hely (1936), a világbajnokságon pedig egy ötödik hely (1967) a legjobb eredményük.

## Története
Lengyelország 1934-ben lett a Nemzetközi Kosárlabda-szövetségnek (FIBA) tagja. Az 1935-ös Európa-bajnokságon nem vettek részt. A nemzetközi mezőnyben az 1963-as berlini olimpián mutatkoztak be, ahol 21 csapatos mezőnyben a 4. helyet sikerült megszerezniük. Ez volt az első kosárlabdatorna a nyári olimpiai játékokon. Az 1937-ben az Európa-bajnokságon is bemutatkoztak és a negyedik helyen zárták a tornát. Az 1939-es tornán Litvánia és Lettország mögött végeztek és megszerezték a bronzérmet. A második világháborút követően az 1946-os tornát a kilencedik, az 1947-es Európa-bajnokságot a hetedik helyen zárták. A következő három tornára nem jutottak ki. 1955-ben, nyolc évvel később tértek vissza és az ötödik helyen végeztek. Az 1960-as római olimpiai játékokat a hetedik helyen zárták. 1963-ban Lengyelországban rendezték a kontinenstornát és bejutottak a döntőbe, ahol a Szovjetuniótól kaptak ki 61–45 arányban. Ez az ezüstérem a lengyel kosárlabda-válogatott történetének legjobb eredménye. Ezt követően az 1965-ös és az 1967-es Európa-bajnokságon is megszerezték a bronzérmet és ez volt a lengyel válogatott első nagy sikerkorszaka. A jó eredménynek köszönhetően 1967-ben részt vettek történetük legelső világbajnokságán, ahol négy győzelemmel és öt vereséggel az ötödik helyen végeztek. Az 1970-es és az 1980-as években kijutottak a legtöbb Európa-bajnokságra, de nem értek el kimagasló eredményt. Az 1990-es években némi visszaesés következett, mert ekkor nem jutottak a tornák többségére. 1997 és 2007 között egyetlen Európa-bajnokságon sem vettek részt. A 2022-es Európa-bajnokságon a negyedik helyet szerezték meg, miután a bronzmérkőzést elveszítették Németországgal szemben 82–69-re.

## Eredmények
| Olimpiai játékok | Olimpiai játékok | Olimpiai játékok | Olimpiai játékok | Olimpiai játékok |
| Év               | Eredmény         | M                | Gy               | V                |
| ---------------- | ---------------- | ---------------- | ---------------- | ---------------- |
| 1936             | 4.               | 7                | 3                | 4                |
| 1948             | Nem indult       | Nem indult       | Nem indult       | Nem indult       |
| 1952             | Nem indult       | Nem indult       | Nem indult       | Nem indult       |
| 1956             | Nem jutott be    | Nem jutott be    | Nem jutott be    | Nem jutott be    |
| 1960             | 7.               | 8                | 3                | 5                |
| 1964             | 6.               | 9                | 5                | 4                |
| 1968             | 6.               | 9                | 5                | 4                |
| 1972             | 10.              | 9                | 3                | 6                |
| 1976             | Nem jutott be    | Nem jutott be    | Nem jutott be    | Nem jutott be    |
| 1980             | 7.               | 7                | 4                | 3                |
| 1984             | Nem indult       | Nem indult       | Nem indult       | Nem indult       |
| 1988             | Nem jutott be    | Nem jutott be    | Nem jutott be    | Nem jutott be    |
| 1992             | Nem jutott be    | Nem jutott be    | Nem jutott be    | Nem jutott be    |
| 1996             | Nem jutott be    | Nem jutott be    | Nem jutott be    | Nem jutott be    |
| 2000             | Nem jutott be    | Nem jutott be    | Nem jutott be    | Nem jutott be    |
| 2004             | Nem jutott be    | Nem jutott be    | Nem jutott be    | Nem jutott be    |
| 2008             | Nem jutott be    | Nem jutott be    | Nem jutott be    | Nem jutott be    |
| 2012             | Nem jutott be    | Nem jutott be    | Nem jutott be    | Nem jutott be    |
| 2016             | Nem jutott be    | Nem jutott be    | Nem jutott be    | Nem jutott be    |
| 2020             | Nem jutott be    | Nem jutott be    | Nem jutott be    | Nem jutott be    |
| 2024             | Nem jutott be    | Nem jutott be    | Nem jutott be    | Nem jutott be    |
| Összesen         | 6/21             | 49               | 23               | 26               |

| FIBA-világbajnokság | FIBA-világbajnokság | FIBA-világbajnokság | FIBA-világbajnokság | FIBA-világbajnokság |
| Év                  | Eredmény            | M                   | Gy                  | V                   |
| ------------------- | ------------------- | ------------------- | ------------------- | ------------------- |
| 1950                | Nem indult          | Nem indult          | Nem indult          | Nem indult          |
| 1954                | Nem indult          | Nem indult          | Nem indult          | Nem indult          |
| 1959                | Nem jutott be       | Nem jutott be       | Nem jutott be       | Nem jutott be       |
| 1963                | Nem jutott be       | Nem jutott be       | Nem jutott be       | Nem jutott be       |
| 1967                | 5.                  | 9                   | 4                   | 5                   |
| 1970                | Nem jutott be       | Nem jutott be       | Nem jutott be       | Nem jutott be       |
| 1974                | Nem jutott be       | Nem jutott be       | Nem jutott be       | Nem jutott be       |
| 1978                | Nem jutott be       | Nem jutott be       | Nem jutott be       | Nem jutott be       |
| 1982                | Nem jutott be       | Nem jutott be       | Nem jutott be       | Nem jutott be       |
| 1986                | Nem jutott be       | Nem jutott be       | Nem jutott be       | Nem jutott be       |
| 1990                | Nem jutott be       | Nem jutott be       | Nem jutott be       | Nem jutott be       |
| 1994                | Nem jutott be       | Nem jutott be       | Nem jutott be       | Nem jutott be       |
| 1998                | Nem jutott be       | Nem jutott be       | Nem jutott be       | Nem jutott be       |
| 2002                | Nem jutott be       | Nem jutott be       | Nem jutott be       | Nem jutott be       |
| 2006                | Nem jutott be       | Nem jutott be       | Nem jutott be       | Nem jutott be       |
| 2010                | Nem jutott be       | Nem jutott be       | Nem jutott be       | Nem jutott be       |
| 2014                | Nem jutott be       | Nem jutott be       | Nem jutott be       | Nem jutott be       |
| 2019                | 8.                  | 8                   | 4                   | 4                   |
| 2023                | Nem jutott be       | Nem jutott be       | Nem jutott be       | Nem jutott be       |
| Összesen            | 2/19                | 17                  | 8                   | 9                   |

| Európa-bajnokság | Európa-bajnokság | Európa-bajnokság | Európa-bajnokság | Európa-bajnokság |
| Év               | Eredmény         | M                | Gy               | V                |
| ---------------- | ---------------- | ---------------- | ---------------- | ---------------- |
| 1935             | Nem indult       | Nem indult       | Nem indult       | Nem indult       |
| 1937             | 4.               | 5                | 2                | 3                |
| 1939             |                  | 7                | 5                | 2                |
| 1941             | Elmaradt         | Elmaradt         | Elmaradt         | Elmaradt         |
| 1946             | 9.               | 5                | 2                | 3                |
| 1947             | 6.               | 7                | 3                | 4                |
| 1949             | Nem indult       | Nem indult       | Nem indult       | Nem indult       |
| 1951             | Nem indult       | Nem indult       | Nem indult       | Nem indult       |
| 1953             | Nem indult       | Nem indult       | Nem indult       | Nem indult       |
| 1955             | 5.               | 11               | 7                | 4                |
| 1957             | 7.               | 10               | 3                | 7                |
| 1959             | 6.               | 8                | 4                | 4                |
| 1961             | 9.               | 9                | 5                | 4                |
| 1963             |                  | 9                | 7                | 2                |
| 1965             |                  | 9                | 7                | 2                |
| 1967             |                  | 9                | 7                | 2                |
| 1969             | 4.               | 7                | 3                | 4                |
| 1971             | 4.               | 7                | 4                | 3                |
| 1973             | 12.              | 7                | 1                | 6                |
| 1975             | 8.               | 7                | 3                | 4                |
| 1977             | Nem jutott be    | Nem jutott be    | Nem jutott be    | Nem jutott be    |
| 1979             | 7.               | 8                | 5                | 3                |
| 1981             | 7.               | 8                | 5                | 3                |
| 1983             | 9.               | 7                | 3                | 4                |
| 1985             | 11.              | 7                | 2                | 5                |
| 1987             | 7.               | 8                | 4                | 4                |
| 1989             | Nem jutott be    | Nem jutott be    | Nem jutott be    | Nem jutott be    |
| 1991             | 7.               | 5                | 2                | 3                |
| 1993             | Nem jutott be    | Nem jutott be    | Nem jutott be    | Nem jutott be    |
| 1995             | Nem jutott be    | Nem jutott be    | Nem jutott be    | Nem jutott be    |
| 1997             | 7.               | 9                | 4                | 5                |
| 1999             | Nem jutott be    | Nem jutott be    | Nem jutott be    | Nem jutott be    |
| 2001             | Nem jutott be    | Nem jutott be    | Nem jutott be    | Nem jutott be    |
| 2003             | Nem jutott be    | Nem jutott be    | Nem jutott be    | Nem jutott be    |
| 2005             | Nem jutott be    | Nem jutott be    | Nem jutott be    | Nem jutott be    |
| 2007             | 13.              | 3                | 0                | 3                |
| 2009             | 9.               | 6                | 2                | 4                |
| 2011             | 17.              | 5                | 2                | 3                |
| 2013             | 21.              | 5                | 1                | 4                |
| 2015             | 11.              | 6                | 3                | 3                |
| 2017             | 18.              | 5                | 1                | 4                |
| 2022             | 4.               | 9                | 5                | 4                |
| Összesen         | 30/41            | 208              | 102              | 106              |